# 197-я пехотная дивизия (вермахт)
197-я пехотная дивизия (нем. 197. Infanterie-Division) — тактическое соединение сухопутных войск вооружённых сил нацистской Германии периода Второй мировой войны.

## История
Была сформирована 1 декабря 1939 в военном округе XXI (провинции Вартеланд польского генерал-губернаторства). В июне 1940 года участвовала во вторжении во Францию. В июле 1941 года вступила в бои на территории СССР, участвовала в сражениях под Белостоком и Минском, Смоленском, Москвой и Ржевом.
Согласно докладу начальника штаба Резервного фронта от 3 августа 1941 г. командующему войсками Резервного фронта о положении войск у Рославль: Против 222 сд отмечена 197 пехотная дивизия противника...
В октябре 1943 года в состав дивизии вошли части 52-й пехотной дивизии. В мае-июне 1944 года пехотная дивизия была разгромлена в ходе операции «Багратион». Остатки бежали в состав 10-й корпусной группы.

## Подчинение в ходе войны
| Дата          | Армия        | Группа армий | Дислокация        |
| Июль 1940     | 37-й корпус  | Особая       | Нидерланды        |
| Март 1941     | 2-я и 11-я   | C            | XII военный округ |
| Август 1941   | 2-я танковая | Центр        | Смоленск          |
| Сентябрь 1941 | 4-я          | Центр        | Вязьма            |
| Ноябрь 1941   | 4-я танковая | Центр        | Москва            |
| Июнь 1942     | 4-я          | Центр        | Спас-Деменск      |
| Июль 1942     | 9-я          | Центр        | Ржев              |
| Апрель 1943   | 4-я          | Центр        | Невель            |
| Январь 1944   | 3-я танковая | Центр        | Витебск           |

## Командиры
| Звание            | Имя                   | Время командования             |
| ----------------- | --------------------- | ------------------------------ |
| Генерал-лейтенант | Герман Майер-Рабинген | 1 декабря 1939 - 31 марта 1942 |
| Генерал пехоты    | Эренфрид Бёге         | 1 апреля 1942 - 4 ноября 1943  |
| Генерал-лейтенант | Ойген Вёсснер         | 5 ноября 1943 - 13 марта 1944  |
| Полковник         | Ганс Гане             | 14 марта - 24 июня 1944        |

## Структура
| 1939                                        | 1940                                                              | 1943                                        |
| ------------------------------------------- | ----------------------------------------------------------------- | ------------------------------------------- |
| - 321-й пехотный полк - 332-й пехотный полк | - 321-й пехотный полк - 332-й пехотный полк - 347-й пехотный полк | - 332-й пехотный полк - 347-й пехотный полк |
|                                             |                                                                   | - Остальные части дивизии под номером 229   |
| - 229-й артиллерийский полк                 | - 229-й артиллерийский полк                                       | - 229-й артиллерийский полк                 |
|                                             | - 229-й сапёрный батальон                                         |                                             |
|                                             | - 229-й противотанковый артиллерийский дивизион                   |                                             |
|                                             | - 229-й батальон связи                                            |                                             |
|                                             | - 229-е подразделение пополнения дивизии                          |                                             |
|                                             |                                                                   | - 229-й полевой запасной батальон           |

## Преступления
Согласно показаниям немецкого военнопленного унтер-офицера 10-й роты 332-го пехотного полка 197-й дивизии Карла Бейерлейна, полк был причастен к пыткам и гибели Зои Космодемьянской:
«Это было на русском фронте в ноябре 1941 года. Поля и леса покрылись снегом. Наш батальон отошёл в эту ночь в деревню Петрищево, лежащую в нескольких километрах от фронта. Мы были рады отдыху и вскоре ввалились в избу. В небольшом помещении было тесно. Русскую семью выставили на ночь на улицу. Только мы вздремнули, как стража подняла тревогу. 4 избы вокруг нас пылали. Наша изба наполнилась солдатами, оставшимися без крова. 
На следующую ночь по роте пронесся шум и одновременно вздох облегчения — сказали, что наша стража задержала партизанку. Я пошёл в канцелярию, куда двое солдат привели женщину. Я спросил, что хотела совершить эта 18-летняя девушка. Она собиралась поджечь дом и имела при себе 6 бутылок бензина. Девушку приволокли в помещение штаба батальона, вскоре туда явился командир полка подполковник Рюдерер, награждённый рыцарским крестом. Через переводчика он хотел не только добиться признания, но и выяснить имена помощников. Но ни одно слово не сорвалось с губ девушки.

Командир полка задрожал от злости. Он, привыкший видеть вокруг себя рабски покорных солдат, опешил. Резким, непрерывающимся голосом он приказал раздеть её до рубашки и бить палками. Но маленькая героиня вашего народа осталась тверда. Она не знала, что такое предательство. Пена выступала на губах нашего командира — была ль то ярость или его не вполне утихший садизм? Его голос судорожно прерывался: вывести её на мороз, в снег. На улице её продолжали избивать до тех пор, пока не пришёл приказ перенести несчастную в помещение. Её принесли. Она посинела от мороза. Раны кровоточили. Она не сказала ничего. Лишь утром, после того, как она провела ночь в холодном как лед помещении, когда её полузамерзшую везли на виселицу, она хотела обратиться с маленькой речью к исстрадавшемуся русскому народу. Грубый удар кулака заставил её замолчать. Из-под неё вышибли подпорку…»
Существует версия, что Сталин, узнав о случившемся, подписал распоряжение «не брать в плен» военнослужащих дивизии. Командир 197-й пехотной дивизии во время битвы под Москвой генерал-лейтенант Герман Майер-Рабинген весной 1942 года был отозван с Восточного фронта и в дальнейшем командовал воинскими резервными частями и соединениями вермахта на территории оккупированной Франции. В конце войны попал в плен к союзникам, избежал наказания за военные преступления и умер в ФРГ в феврале 1961 года. Назначенный 1 апреля 1942 года (уже после казни Зои Космодемьянской) новый командир дивизии Эренфрид Бёге, в последующем дослужился до командующего 18-й армии, был взят в плен советскими войсками в мае 1945 года в Курляндском котле и приговорён военным трибуналом к 25 годам заключения. 6 октября 1955 году выдан властям ФРГ и умер в 1965 году. Он очень редко соглашался поговорить о пытках в отношении Космодемьянской со стороны солдат полка. Командир 332-го полка подполковник Людвиг Рюдерер, по некоторым сведениям, участвовавший в допросах Зои Космодемьянской, в конце войны попал в плен к американцам, избежал возмездия и умер в Западной Германии в 1960 году.